# Peter Lindberg
Peter Lindberg, född 18 december 1973, är en svensk artist, musiker och låtskrivare från Stockholm som debuterade 2005 med soloalbumet Hiding Out For a Better Day  på Vesper Recordings. Peter sjöng i den svenska reggaegruppen Ital Skurk.

## Privatliv
Sambo med sångerskan Sara Isaksson.

## Diskografi

### Peter Lindberg, soloartist
Album
- Hiding out for a better day (2005)
- A good night became a good day (2022)

Singlar
- Passed it on (2005)
- Something precious (2005)
- When the night is here (2022)

### Sångare, Piano/keyboardmusiker och låtskrivare
Album
- Ital Skurk "Det är nåt fel nånstans" (2004)
- Ital Skurk "Öppna dörren" (2005)
- Ital Skurk "Fira jul ifred" (2005)
- Ital Skurk "Låten solen skina" (2006)
- Ital Skurk "Ital Skurk" (2012)

EP
- Ital Skurk "Knäckt och Spräckt" (2002)
- Ital Skurk "Först i mål" (2002)

Singlar
- Ital Skurk "Du Spelar Med" (2004)
- Ital Skurk "Höghus. Låghus. Dårhus / Varning Varning" (2005)
- Ital Skurk "Jul Jul Strålande Jul" (2005)
- Ital Skurk "Hot Mot Dig / Drägligt Liv" (2005)
- Ital Skurk "Mycket Av Allt" (2006)

### Låtskrivare
- "To begin with" (Text/musik) Album: "Scorpions" Rebecka Törnqvist (2011) (Warner Music Sweden)
- "Kom med mig" (Text/musik) Album: "Stjärnenätter" Sofia Karlsson & Martin Hederos (2015) (Playground Music Scandinavia)
- "Festen i Årsta" (Musik) Album: "Avsändare okänd" Tomas Andersson Wij (2018) (Playground Music Scandinavia)

### Musiker
- Yellow Fever, Album: "Listen here", (1999) sång och keyboard.
- Oscar Danielson, Album: "Att vara vacker är modernt igen". Låt 1,5,7 (2003) (Vesper Records)
- Rebecka Törnqvist , Album: "Melting into orange". Background voice låt 1,5 (2006) (Capitol records)
- Rebecka Törnqvist, Album: The Cherry Blossom And The Skyline Rising From The Street, låt 1,3,5 (2008) (Moule recordings)
- Den smutsiga släkten/Sebbe Staxx. Singel: Härifrån här ifrån (2014) (Vesper recordings)
- Per ”Texas” Johansson ,Album: Stråk på himlen och stora hus (2019) (Moserobie,2019)